# Emayatzy Corinealdi
Emayatzy Corinealdi, née le 14 janvier 1980 à Fort Knox (Kentucky), est une actrice américaine.
Après avoir joué pour le cinéma indépendant, elle est révélée par le drame d'Ava DuVernay, Middle of Nowhere (2012).
Dès lors, elle joue dans des longs métrages tels que The Invitation (2015), Miles Ahead (2015) et elle perce, à la télévision, grâce à des rôles réguliers dans des séries comme Hand of God (2014 et 2017), la mini-série acclamée Racines (2016), Ballers (2017-2018) et The Red Line (2019).

## Biographie

### Jeunesse et formation
Elle est la fille de Rosemarie Hilton, une afro-américaine originaire de l'Ohio, et d'Edward Corinealdi, un panaméen. Elle est élevée dans une famille de militaires, entre l'Allemagne et les états américains de l'Ohio, du Kansas et du New Jersey.
Elle commence sa formation de comédienne au Actor's Training Studio de New Jersey, puis, se forme à New-York et poursuit ses études dans les studios William Esper avant de s'installer à Los Angeles afin de parfaire son apprentissage à Playhouse West.

### Carrière

#### Cinéma indépendant et révélation

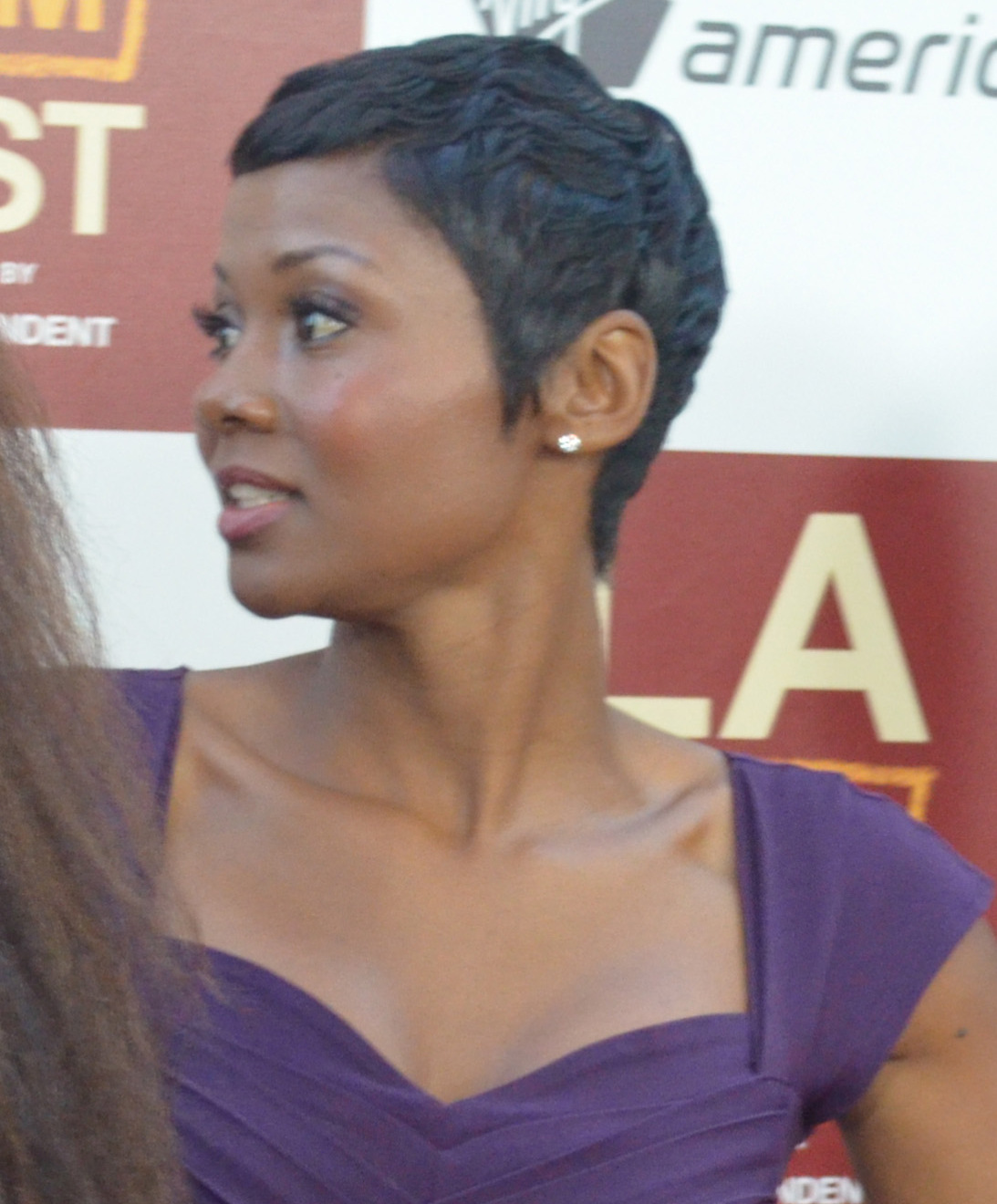
En 2012, lors d'une avant-première de Middle of Nowhere.

Au début de sa carrière, elle joue dans un grand nombre de courts métrages et longs métrages du cinéma indépendant. Après un petit rôle régulier dans le soap opera populaire Les Feux de l'amour, elle joue dans le téléfilm Hallmark Channel, Nanny Express avec Vanessa Marcil.
En 2012, elle auditionne pour le rôle de la sœur de l'héroïne du drame Middle of Nowhere mais c'est finalement le premier rôle qui lui est attribué. Cette réalisation d'Ava DuVernay la révèle et lui permet de remporter l'African-American Film Critics Association de la meilleure actrice ainsi que le Gotham Awards de la meilleure révélation.
En 2014, elle seconde Sharon Leal dans le thriller Addicted, qui marque sa deuxième collaboration avec le réalisateur Bille Woodruff (la première étant la comédie de 2005, Beauty Shop, dans laquelle l'actrice apparaît brièvement). Cependant, cette production est très mal accueillie par la critique.
En 2015, elle connaît deux succès : Elle remplace Zoe Saldana dans le film biographique musical Miles Ahead. Il s'agit d'un portrait du trompettiste de jazz Miles Davis (1926-1991) et de la première réalisation de Don Cheadle, saluée par les critiques. Et elle joue dans The Invitation, un thriller de Karyn Kusama aussi plébiscité par la presse, et lauréat de quelques prix lors de festivals du cinéma.

#### Percée télévisuelle

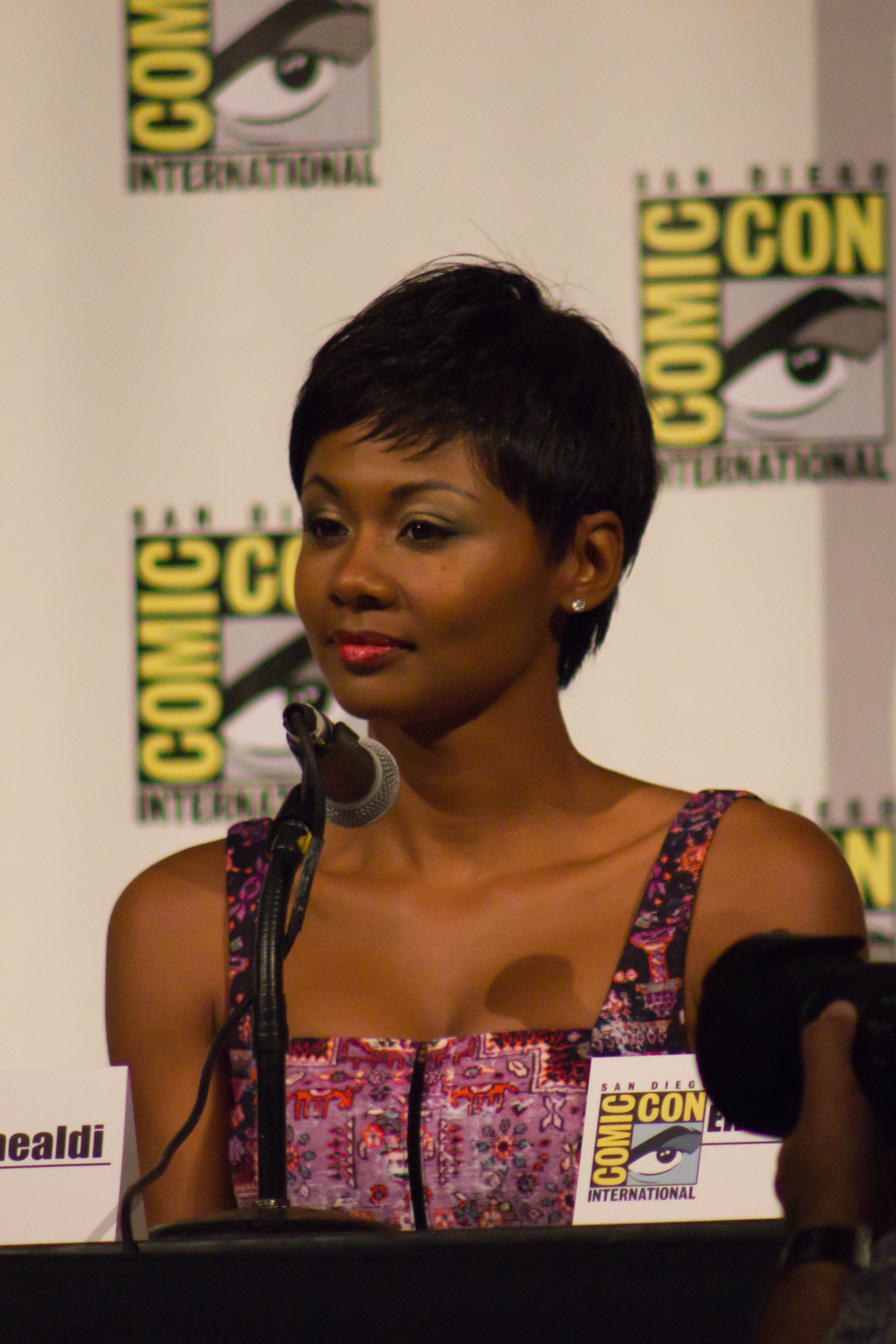
L'actrice à la Comic-Con de San Diego, en 2015.

En 2016, elle confirme à la télévision, en jouant dans la mini-série Racines. Cette série réalisée par Mario Van Peebles, dotée d'un budget de 50 millions de dollars, est un remake de la mini-série du même nom datant de 1977. En parallèle, elle joue l'un des premiers rôles de la série d'Amazon Video, Hand of God avec Dana Delany, dont les deux saisons sont diffusées entre 2014 et 2017.
En 2017, elle rejoint le pilote d'une série développée par CBS, The Get, finalement non retenue par la chaîne, puis, elle rejoint Dwayne Johnson dans sa série d'action, Ballers.
En 2019, aux côtés de Noah Wyle elle joue dans la série dramatique The Red Line du réseau CBS. Dans cette production d'Ava DuVernay, elle y incarne une aspirante politicienne, Tia Young. La série traite du racisme dans la police américaine. Annoncée comme une série limitée, les très faibles audiences poussent le réseau de diffusion à confirmer l’annulation de la série au bout d’une courte saison.
La même année, elle fait son retour au cinéma en jouant dans un drame distribué par la plateforme Netflix, Beats, aux côtés d’Anthony Anderson et Uzo Aduba. Et elle fait son retour dans Ballers pour la cinquième et dernière saison.

## Filmographie

### Cinéma

#### Longs métrages
- 2003 : Pretty Lady de Wayne Calvin Byrd : Azizi
- 2004 : Vampz de Steve Lustgarten : Eve (vidéofilm)
- 2005 : Beauty Shop de Bille Woodruff : Cliente d'Ida (non créditée)
- 2006 : My American Nurse de Pascal Atuma : ?
- 2007 : Cordially Invited de Michael Fouther : Grace Ingrahm
- 2008 : Wednesday Again de John Lavachielli : Roberta
- 2012 : Middle of Nowhere d'Ava DuVernay : Ruby
- 2014 : In The Morning de Nefertite Nguvu : Cadence
- 2014 : Addicted de Bille Woodruff : Brina
- 2015 : The Invitation de Karyn Kusama : Kira
- 2015 : Miles Ahead de Don Cheadle : Frances Taylor
- 2019 : Beats de Chris Robinson :

#### Courts métrages
- 2000 : Mortality de Gary E. Irwin : ?
- 2004 : A Taste of Us de Shavar Ross : Audrey Thomas
- 2006 : Finding the Boom-Bap de Karima J. Sphere : Beauty
- 2007 : Akira's Hip Hop Shop de Joseph Doughrity : Daphne
- 2008 : Natural Beauty d'Andrae Crawford : Virginia
- 2009 : Think Twice d'Xl Greene : Najah
- 2009 : The Chase de Chris Dollard : Trisha
- 2009 : After the Storm de Michael Llyod Green : Patrice
- 2010 : It Looks Just Like You de Monique N. Matthews : ?
- 2012 : The Silent Treatment de Martine Jean : Loretta
- 2013 : The Door d'Ava DuVernay : V
- 2013 : Lu de Korstiaan Vandiver : Martha
- 2014 : Teacher in a Box de Tanuj Chopra : Ms Tandon

### Télévision

#### Séries télévisées
- 2007 : Les Feux de l'amour : infirmière Susan Mehta (4 épisodes)
- 2007 : Katrina : Katrina (pilote non retenu par MTV Networks[21])
- 2007 : Demons : Une fille (pilote non retenu par CBS[22])
- 2010 : Romantically Challenged : Tiffany (saison 1, épisode 4)
- 2014 : Esprits criminels : Ellen Samsen (saison 9, épisode 19)
- 2014 - 2017 : Hand of God : Tessie Graham (20 épisodes)
- 2015 : Rosewood : Gigi Gaston (saison 1, épisode 9)
- 2016 : Racines de Mario Van Peebles : Belle (mini-série, 2 épisodes)
- 2017 : The Get : Noelle (pilote non retenu par CBS[23])
- 2017 - 2019 : Ballers : Candace Brewer (13 épisodes)
- 2019 : The Red Line : Tia Young (8 épisodes)
- 2020 Evil (épisode 12) : Sonia Kamanzi
- 2022 : Reasonable Doubt : Jax Stewart (7 épisodes)

#### Téléfilms
- 2009 : Nanny Express de Bradford May : Lorraine
- 2011 : Gun Hill de Reggie Rock Bythewood : Janelle Evans

### Clips vidéo
- 2018 : Family Feud de Jay-Z et Beyoncé

## Distinctions
Sauf indication contraire ou complémentaire, les informations mentionnées dans cette section proviennent de la base de données IMDb.

### Récompenses
- African-American Film Critics Association 2012 : meilleure actrice pour Middle of Nowhere
- Gotham Independent Film Awards 2012 : meilleure révélation pour Middle of Nowhere

### Nominations
- Black Reel Awards 2013 : 
  - meilleure actrice pour Middle of Nowhere
  - meilleure révélation pour Middle of Nowhere
- Film Independent's Spirit Awards 2013 : meilleure actrice pour Middle of Nowhere
- NAACP Image Awards 2013 : meilleure actrice pour Middle of Nowhere
- Black Reel Awards 2017 : meilleure actrice dans un second rôle dans une mini-série où un téléfilm pour Racines
- 48e cérémonie des NAACP Image Awards 2017 : meilleure actrice dans une mini-série où un téléfilm pour Racines